# لوسین کالامان
لوسین کالامان (فرانسوی: Lucien Callamand‎؛ ‏ ۱ آوریل ۱۸۸۸ – ۳ دسامبر ۱۹۶۸) بازیگر اهل فرانسه بود. وی بین سال‌های ۱۹۰۹ تا ۱۹۶۵ میلادی فعالیت می‌کرد.

## گزیدهٔ فیلم‌شناسی
- لاله سیاه
- آتول کا
- فرشته خانم
- و خداوند زن را آفرید
- فانفان لا تولیپ
- کودک مونت کارلو
- مواد مخدر